# 迪維德·薩法瑞恩
迪維德·薩法瑞恩（1989年8月1日—）是一名亞美尼亞摔跤運動員，曾代表國家參加2012年倫敦奧運的66公斤級摔跤比賽，並未獲得獎牌。